# Pseudoscraptia dimidiata
Pseudoscraptia dimidiata es una especie de coleóptero de la familia Scraptiidae.

## Distribución geográfica
Habita en las islas de Cabo Verde.